# Mercury-Atlas 7
La missione Mercury-Atlas 7 (MA-7) fu un volo nello spazio nel corso del programma Mercury degli Stati Uniti d'America.

## L'equipaggio
Il 29 novembre 1961, immediatamente dopo la conclusione con successo della missione Mercury-Atlas 5 equipaggiata da uno scimpanzé, la NASA diede l'annuncio ufficiale degli equipaggi per le missioni Mercury-Atlas 6 e Mercury-Atlas 7. Pilota per la missione Mercury-Atlas 7 venne nominato Deke Slayton mentre Walter Schirra venne incaricato del ruolo di pilota di riserva.
Già in precedenza comunque erano stati accertati dei problemi nel ritmo dei battiti cardiaci dell'astronauta Slayton, che comunque non interferivano negativamente nel suo addestramento da astronauta. Così non fu poco lo stupore, quando il 15 marzo 1962 venne dato l'annuncio ufficiale, che Slayton non poteva essere incaricato di volare sulla missione per il problema cardiaco. Le sorprese non furono finite, dato che non venne incaricato della missione il pilota di riserva Walter Schirra bensì Scott Carpenter, già pilota di riserva della missione Mercury-Atlas 6.

## Preparazione

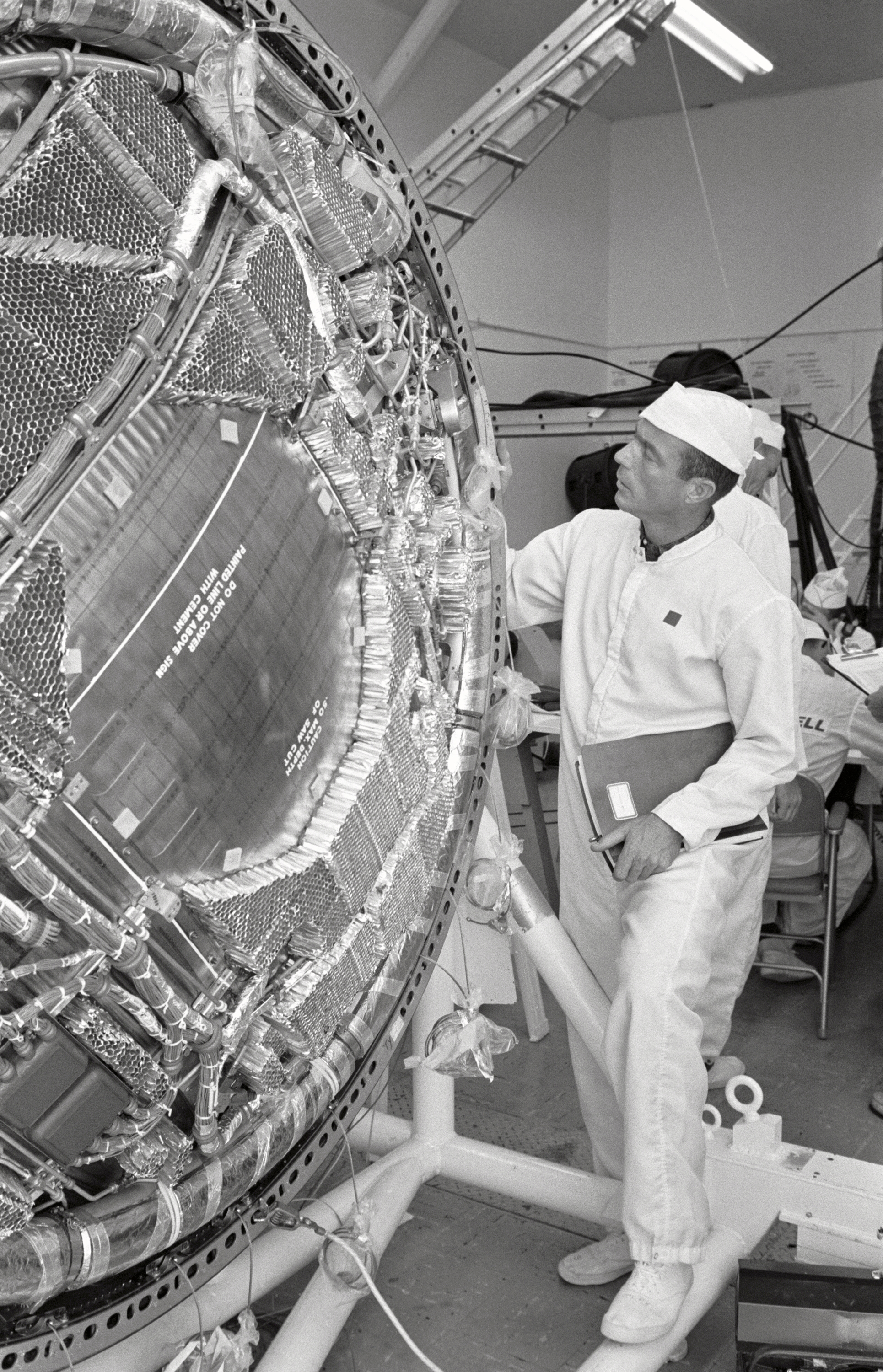
L'astronauta Malcolm Scott Carpenter esamina una struttura a nido d'ape della capsula Aurora 7.

La capsula spaziale con il numero di serie 18 venne consegnata a Cape Canaveral il 15 novembre 1961. Slayton aveva deciso di chiamarla Delta 7. Quando l'incarico della missione passò a Carpenter, questo cambio la denominazione in Aurora 7. Il razzo vettore del tipo Atlas venne consegnato appena l'8 marzo 1962. Questo fu uno dei motivi perché il lancio della missione, originariamente previsto per la seconda settimana di aprile, dovette essere spostato più volte.
Sostanzialmente per Mercury-Atlas 7 venne previsto un piano di volo identico alla missione Mercury-Atlas 6: tre orbite intorno alla Terra ed atterraggio nelle acque del Mare dei Caraibi. Fu comunque programmata l'esecuzione di più esperimenti rispetto alla prima missione di un americano in orbita intorno alla Terra.

## La missione
Il 24 maggio 1962 alle ore 7.45 (ora locale) venne lanciata la missione Mercury-Atlas 7. Dopo soli cinque minuti fu già raggiunta l'orbita intorno alla Terra. Carpenter iniziò immediatamente con l'esecuzione di più esperimenti. Tra questi aveva l'incarico di osservare dei razzi di segnalazione lampeggianti lanciati dall'Australia. Tale esperimento comunque non riuscì del tutto a causa della densa nuvolosità presente sopra il continente al momento del lancio.
Dopo tre orbite intorno alla Terra, Carpenter azionò i retrorazzi frenanti. In tale circostanza la capsula comunque non si trovò nella posizione corretta, tanto che la spinta azionata non venne attivata nella direzione corretta. Inoltre l'accensione avvenne con lieve ritardo sul piano di volo ed in particolar modo con molto meno forza di spinta di quanto programmato. Tutti questi piccoli inconvenienti contribuirono al fatto che l'Aurora 7 atterrasse ad una distanza di 460 chilometri dal punto di atterraggio precedentemente calcolato. Tra l'altro tale punto si trovava completamente fuori dal raggio della possibilità di collegamento via radio con tutte le varie flotte incaricate di un eventuale recupero.
Dopo circa mezz'ora dall'atterraggio in mare, i primi aerei raggiunsero l'astronauta Carpenter, che in ogni caso aveva già lasciato la capsula aspettando il suo recupero su di una apposita zattera di salvataggio. Dopo ben tre ore venne portato a bordo di un elicottero partito dalla portaerei USS Intrepid e pertanto le statistiche indicano tale nave come quella di recupero mentre fu invece l'incrociatore USS Farragut a raggiungere per primo la capsula. L'imbarcazione non era però dotata dell'attrezzatura necessaria per eseguire il recupero e si dovette limitare a restare nelle immediate vicinanze della capsula stessa. Il recupero riuscì appena dopo sei ore dall'atterraggio, dato che si dovette aspettare fino a quando la USS John R.Pierce, in grado per l'appunto di eseguire il recupero, aveva raggiunto il punto di atterraggio, mentre Carpenter si trovava già a bordo della Intrepid.

## Importanza per il programma Mercury
La NASA fu pienamente soddisfatta dei risultati raggiunti dal razzo vettore e dalla capsula stessa. Pure questa seconda missione con tre orbite terrestri del Mercury era terminata con un successo. A questo punto si poteva iniziare a programmare voli di durata maggiore. Infatti in tale momento l'Unione Sovietica conduceva notevolmente in questa statistica relativa alla corsa verso lo spazio, avendo raggiunto ben 17 orbite terrestri, una meta dalla quale gli americani erano ancora notevolmente lontani ed il raggiungimento della stessa sembrava essere una cosa impensabile.
Assolutamente insufficiente fu allo stesso momento valutato il rendimento dell'astronauta. Carpenter infatti non solo durante tutta la missione fu in ritardo sul piano di volo ma consumò addirittura troppo carburante durante le sue orbite terrestri. In particolare tale consumo fu principalmente causato da troppi errori nel manovrare la capsula. Carpenter non venne mai più nominato o scelto per una futura missione.

## Altri dati
- Velocità massima: 28.242 km/h km/h (17.549 miglia orarie)
- Accelerazione raggiunta: 7,8 g (76 m/s²)